# موزائیک

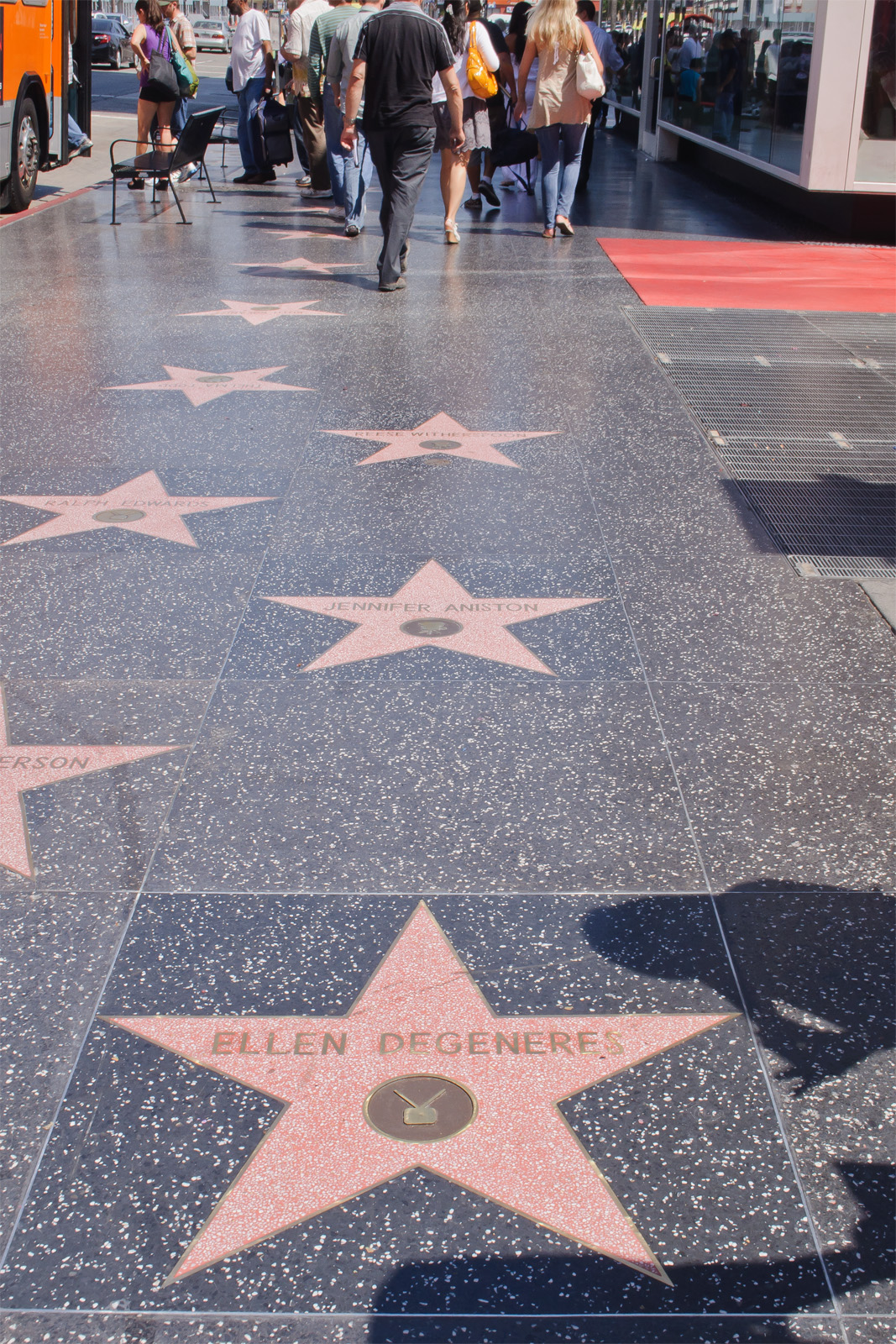
پیاده‌روی مشاهیر هالیوود، یکی از مشهورترین پیاده‌روهای موزائیکی

موزائیک در فارسی به معنی کف‌پوشی است متراکم، در حقیقت یک جور بتن، که تراکم خود را یا از طریق فشار پرسی (موزائیک پرسی) یا از طریق لرزش (موزائیک ویبره‌ای) به دست می‌آورد و از ماسه، سیمان، سنگ‌دانه، پودر سنگ و آب در ابعاد و طرح‌های گوناگون تولید می‌شود. این واژه هرچند از زبان‌های غربی وارد فارسی شده (Mosaic) اما معنی آن در فارسی با کاربرد آن در زبان‌های اروپایی که در معنی معرق‌کاری است، فرق دارد.
موزائیک بر اساس کاربرد آن به دو دسته موزائیک بیرونی و موزائیک داخلی تقسیم می‌شود. موزائیک‌ها با توجه به روش تولید و ساختمان تشکیل‌شده آن‌ها به دو دسته پرسی و ویبره از سویی، و دو دسته تک‌لایه و دولایه تقسیم‌بندی می‌گردند.

## انواع

### موزائیک تک‌لایه
همان‌طور که از اسم آن پیداست کل حجم موزائیک از یک لایه (به ضخامت ۱۸ میلیمتر) تشکیل شده است. به علت وزن کم و سطح زیباتر بیشتر جهت مصرف در داخل ساختمان کاربرد دارد. از ویژگی‌های آن می‌توان به ۱- درصد جذب آب کم ۲- مقاومت فشاری بالا ۳- سطح رویه کاملاً همگن و صیقلی ۴- بسته‌بندی با کارتن و ۵- تنوع بالا در رنگ و ابعاد نام برد. امروزه اکثر کارخانجات تولید موزائیک در سرتاسر جهان بیشتر از این نوع موزائیک تولید می‌کنند و در اکثر ساختمان‌ها و محوطه‌ها استفاده می‌شود.

### موزائیک دولایه
موزائیک دولایه کفپوشی است متراکم، در حقیقت یک جور بتن است که تراکم خود را یا از طریق فشار پرسی (موزائیک پرسی یا اتوماتیک) یا از طریق لرزش (موزائیک ویبره‌ای) به دست می‌آورد و از ماسه، سیمان، سنگ‌دانه، پودر سنگ و آب در ابعاد و طرحهای گوناگون تولید می‌شود. به‌طور کلی موزائیک از دو سطح تشکیل شده است:
1. لایه رویه یا رنگ موزائیک: این لایه که رویه موزائیک را تشکیل می‌دهد و در آن از پودر سنگ، سیمان، آب و از ترکیبات دانه بندی شده و رنگی استفاده شده است.
2. لایه زیرین یا نارین: این لایه از موزائیک دارای ضخامت بیشتری نسب به لایه رویه می‌باشد و نقش تحمل فشار را بر عهده دارد و از سیمان، آب و ماسه تشکیل شده است.

### موزائیک پلیمری
موزائیک پلیمری کفپوشی است فوق متراکم، در حقیقت یک جور بتن خود متراکم (SCC) است که تراکم خود را از طریق فرایند پلیمریزاسیون (رزین سنگ مصنوعی یا رزین پلیمری) و از طریق لرزش روی میز ویبره به دست می‌آورد و از ماسه، سیمان، سنگ‌دانه، رزین سمنت پلاست (فوق روان‌کننده پلی کربوکسیلات)، رنگدانه‌های شیمیایی و آب در ابعاد و طرح‌ها و رنگ‌های متنوع تولید می‌شود.
نکته قابل توجه در موزائیکهای پلیمری، مقاومت بسیار خوب آن‌ها در شرایط یخبندان می‌باشد که دلیل آن جذب آب پایین (کمتر از ۳ درصد) و تراکم زیاد آن‌ها می‌باشد.
در جدول زیر برخی از مشخصات فیزیکی و مکانیکی موزائیک‌های پلیمری ارائه شده است:
| پارامتر             | موزائیک پلیمری |
| مقاومت فشاری kg/cm2 | ۱۰۰۰–۶۰۰       |
| مقاومت کششی kg/cm2  | ۱۵۰–۶۰         |
| مقاومت سایشی g/cm2  | کمتر از ۴/۰    |
| مقاومت دمایی cycles | ۵۰۰            |
| جذب آب %            | کمتر از ۳      |
| دانسیته kg/m3       | ۲۲۰۰           |

### موزائیک شسته
موزائیک شسته (بتن شسته) نوعی کفپوش بتنی است، که از ترکیب سیمان، ماسه، سنگ‌دانه‌های طبیعی، آب و افزودنی‌های بتن مانند فوق روان‌کننده‌های پلی کربوکسیلاتی در رنگ‌های متنوع تولید می‌گردد. استفاده از فوق روان‌کننده‌های پلی کربوکسیلاتی در طرح اختلاط واش بتن باعث افزایش مقاومت فشاری و خمشی (به دلیل امکان کاهش نسبت آب به سیمان) و کاهش جذب آب (به دلیل تراکم بالاتر) می‌گردد. همچون موزائیکهای پلیمری می‌توان واش بتن‌هایی که در فرایند تولید آن‌ها از فوق روان‌کننده‌های پلی کربوکسیلاتی استفاده می‌شود را واش بتن پلیمری نامید.
موزائیک واش بتن نام دیگر موزائیک شسته است. واش بتن‌ها یکی از دسته‌بندی‌های موزائیک هستند با این تفاوت که سطح رویی در این نوع موزائیک پس از انجام مراحل تولید، شسته می‌شود تا لایه ای از سیمان برداشته شده و سنگ‌های دانه بندی خود نمایی کنند.

##### واش بتن آنتیک
واش بتن آنتیک به آن دسته از واش بتن‌هایی گفته می‌شود که سطوح تایل‌ها با فرچه‌های مخصوصی به همین نام ساب آنتیک می‌خورد و لایه برداری انجام می‌شود. در واش بتن آنتیک ظرافت بیشتری وجود دارد چرا که می‌توان از سنگ‌های دانه بندی ظریف تری استفاده کرد، مقاومت در واش بتن آنتیک بالاتر است.